# Albert Sever
Albert Sever (24. listopadu 1867 Záhřeb – 12. února 1942 Vídeň) byl rakouský sociálně demokratický politik, na počátku 20. století poslanec Říšské rady, v meziválečném období poslanec rakouské Národní rady a zemský hejtman Dolních Rakous.

## Biografie

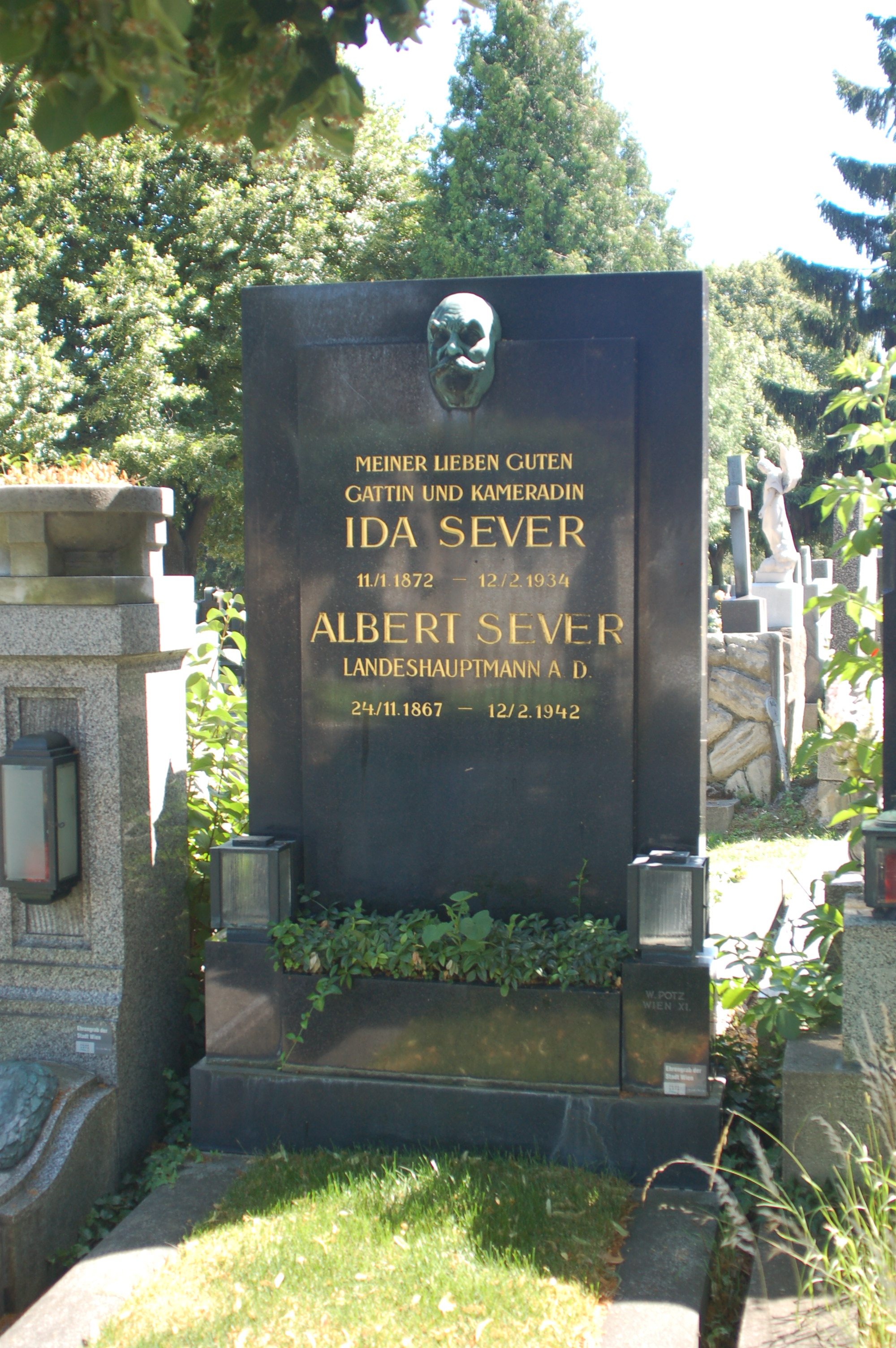
Hrob Albert Sever na Ottakringském hřbitově

Byl synem úředníka. Otec mu zemřel v raném věku. Od roku 1876 vyrůstal ve Vídni, v chudých poměrech. Vychodil osm tříd základní školy a vyučil se řeznickým pomocníkem. Angažoval se v Sociálně demokratické straně Rakouska, byl přítelem dělnického vůdce Franze Schuhmeiera a pohyboval se v okruhu spolku Apollo, který byl jedním z krystalizačních jader vídeňské sociální demokracie. Byl schopným organizátorem a podílel se na budování stranických struktur. V roce 1889 a 1890 byl soudně trestán z politických důvodů. Od roku 1894 pracoval jako úředník nemocniční pokladny. Od roku 1908 byl poslancem Dolnorakouského zemského sněmu. V roce 1913 se stal poté, co byl zavražděn Schuhmeier, místo něj okresním stranickým předsedou ve vídeňské čtvrti Ottakring, kde byla nejsilnější lokální organizace sociální demokracie v rakouské metropoli.
Na počátku 20. století se zapojil i do celostátní politiky. V doplňovacích volbách v roce 1911 (krátce po řádných volbách do Říšské rady roku 1911) poté, co rezignoval poslanec Franz Schuhmeier, získal mandát v Říšské radě (celostátní zákonodárný sbor) za obvod Dolní Rakousy 26. Usedl do poslanecké frakce Klub německých sociálních demokratů. Ve vídeňském parlamentu setrval až do zániku monarchie.Profesně byl k roku 1911 uváděn jako soukromý úředník.
Poté, co sociální demokracie získala v zemských volbách absolutní většinu v Dolních Rakousích, působil v období od 20. května 1919 do 11. května 1921 jako zemský hejtman Dolních Rakous. Ve funkci hejtmana povolil rozvody (novinka byla masově využívána a dostalo se jí označení Sever-Ehen). Kontroverze vyvolalo rozhodnutí o vyhoštění židovských běženců z Haliče z poválečné Vídně. Poté, co byla Vídeň vyčleněna z Dolních Rakous do samostatné spolkové země, opustil hejtmanský post a soustředil se na parlamentní práci.
Po válce zasedal v letech 1918–1919 jako poslanec Provizorního národního shromáždění Německého Rakouska (Provisorische Nationalversammlung), následně od 4. března 1919 do 31. května 1919 byl poslancem Ústavodárného národního shromáždění Rakouska a pak od 10. listopadu 1920 do 1. října 1930 a od 2. prosince 1930 do 17. února 1934 byl poslancem rakouské Národní rady.
Podporoval ve svém domovském obvodu výstavbu sociálního bydlení. V roce 1934 po nástupu austrofašistického režimu byl zatčen, přičemž jeho manželka zemřela na následky postřelení. Ve vazbě trpěl těžkými duševními stavy a depresemi. V říjnu 1934 byl propuštěn.